# Maxmilián Jirák
Maxmilián Jirák (12. září 1913 - ???) byl český a československý politik Komunistické strany Československa a poslanec Sněmovny lidu Federálního shromáždění za normalizace.

## Biografie
K roku 1971 se profesně uvádí jako technik. Ve volbách roku 1971 tehdy zasedl do Sněmovny lidu (volební obvod č. 60 - Liberec-sever, Severočeský kraj). Ve Federálním shromáždění setrval do konce funkčního období, tedy do voleb v roce 1976.
Uvádí se mezi vyznamenanými členy Lidových milic.